# 大衛·史密斯 (排球運動員)
大衛·史密斯（英語：David Smith；1985年5月15日—）是一位美國排球運動員，並代表美國國家男子排球隊參賽，曾參加2012年倫敦奧運會的比賽。2015年世界杯金牌得主，欧洲冠军联赛冠军（2021年）。

## 排球生涯

### 大学
史密斯自2004年至2007年为加利福尼亞大學爾灣分校（UC Irvine）排球队的一員。2007年，史密斯幫助加州大學爾灣分校贏得了NCAA全國冠軍。他的扣球成功率達到55.9%，領先全國，並創下了學校的新紀錄。他還打破了UCI單季助攻攔網的紀錄，達到160次。史密斯被選入全美第一隊和NCAA全國錦標賽全明星隊。他在UCI的職業生涯中，作為學校歷史上的助攻攔網（471次）和總攔網（520次）領先者。

### 国家队
史密斯于2009年加入美国国家队，同年他在世界锦标赛的資格賽中被评为最佳中間手，并参加了該年度的世界排球聯賽。2010年，他帮助美国赢得了泛美杯（Pan American Cup）。
史密斯在2011年泛美盃中成為隊上得分第二高的球員，最終美國隊獲得亞軍。隨後，他參加了2012年世界排球聯賽，美國隊再度獲得亞軍。在倫敦奧運會中，他作為替補上場並取得了8分。

## 个人生活
1985年5月15日出生於洛杉矶城，因天生失聰，需透過助听器，并以唇語和队友溝通。
史密斯於2008年结婚，並育有一子一女。